# Pellucidomyia dycei
Pellucidomyia dycei är en tvåvingeart som beskrevs av Debenham 1970. Pellucidomyia dycei ingår i släktet Pellucidomyia och familjen svidknott. Inga underarter finns listade i Catalogue of Life.